# The Borgias
The Borgias és una minisèrie dramàtico-històrica creada per Neil Jordan i emesa del 3 d'abril del 2011 al 16 de juny del 2013 a les cadenes Showtime (Estats Units) i Bravo! (Canadà).
La sèrie narra principalment la història de la família Borja, una dinastia valenciana que va residir a Roma.

## Història
La sèrie està basada en la família Borja, una dinastia valenciana instal·lada a Itàlia, conformada pel Papa Alexandre VI i Vanozza Cattanei, amb els seus fills Cèsar, Lucrècia, Joan i Jofré Borja.
La sèrie comença amb l'ascens al papat del vicecanciller i cardenal Roderic de Borja, qui aconsegueix la victòria al conclave a través de suborns, incorrent així en Simonia, davant del disgust de diversos membres del Col·legi Cardenalici, entre els quals Juli II, que és el primer a denunciar Borja per comprar l'elecció.
A partir d'aleshores es desencadena la xarxa d'intrigues amb els Borja al seu nucli, fragant Alexandre VI, una aliança matrimonial entre la seva filla Lucrècia Borja i Joan Sforza, amb la fi d'obtenir el favor de tal família, a més de també fer ascendir un altre membre de la família, el cardenal Ascani Sforza, al càrrec de vicecanciller de Roma.
Al mateix temps, Alexandre VI converteix el seu fill, Joan de Borja i Cattanei, en capità general i confalonier dels Exèrcits Papals. Mentrestant, Cèsar comença a enamorar-se, i es veu ficat en diversos assassinats, que executa amb l'ajuda del seu condottieri, Michelleto, ordenant-li que intenti assassinar Della Rovere, que viatja per tot Itàlia tractant de buscar aliats per derrocar el Papa Borja.

## Personatges

### Personatges principals
| Actor             | Personatge                            | Núm. d'episodis | Durada      |
| ----------------- | ------------------------------------- | --------------- | ----------- |
| Jeremy Irons      | Roderic de Borja, Papa Alexandre VI   | 29              | 2011 - 2013 |
| François Arnaud   | Cèsar Borja                           | 29              | 2011 - 2013 |
| Holliday Grainger | Lucrècia Borja, Duquessa de Bisceglie | 29              | 2011 - 2013 |
| Peter Sullivan    | Cardenal Ascani Sforza                | 27              | 2011 - 2013 |
| Sean Harris       | Micheletto Corella                    | 26              | 2011 - 2013 |
| Joanne Whalley    | Vannozza Cattanei                     | 24              | 2011 - 2013 |
| Colm Feore        | Cardenal Giuliano della Rovere        | 20              | 2011 - 2013 |
| Lotte Verbeek     | Giulia Farnese                        | 20              | 2011 - 2013 |

### Personatges recurrents
| Actor                   | Personatge                                      | Núm. d'episodis | Durada      |
| ----------------------- | ----------------------------------------------- | --------------- | ----------- |
| Vernon Dobtcheff        | Cardenal Julius Verscucci                       | 18              | 2011 - 2013 |
| Bosco Hogan             | Cardenal Francesco Todeschini Piccolomini       | 16              | 2011 - 2013 |
| Gina McKee              | Caterian Sforza, Comtessa de Forlì              | 12              | 2011 - 2013 |
| -                       | Giovanni Borgia                                 | 11              | 2012 - 2013 |
| Julian Bleach           | Nicolau Maquiavel                               | 10              | 2011 - 2013 |
| Thure Lindhardt         | Rufio                                           | 9               | 2013        |
| Simon McBurney          | Cardenal Johannes Burchart                      | 6               | 2011, 2013  |
| Prometheus Aleifer      | Roberto Orsini                                  | 6               | 2013        |
| Pilou Asbaek            | Condotiero Paolo Orsini                         | 6               | 2013        |
| Joseph Macnab           | Condotiero Prospero Colonna                     | 6               | 2013        |
| Abraham Belaga          | Condotiero Vitelezzo Vitelli                    | 6               | 2013        |
| Björn Hlynur Haraldsson | Condotiero Gian Paolo Baglioni, Lord de Perugia | 4               | 2013        |
| Peter Stebbings         | Cardenal DeLuca                                 | 4               | 2013        |
| Cyron Melville          | Cardenal Alessandro Farnese                     | 4               | 2013        |
| Brendan Cowell          | Mattai                                          | 4               | 2013        |
| Luke Allen-Gale         | Rei Frederigo de Nàpols                         | 3               | 2013        |
| John Rado               | Cardenal Colonna                                | 3               | 2013        |
| Antal Leiszen           | Cardenal Grimani                                | 3               | 2013        |
| Edward Hogg             | Cardenal George d'Amboise                       | 2               | 2013        |

### Antics personatges principals
| Actor           | Personatge                       | Núm. d'episodis | Durada      | Estat |
| --------------- | -------------------------------- | --------------- | ----------- | ----- |
| David Oakes     | Joan Borja, Duc de Gandia        | 16              | 2011 - 2012 | Mort  |
| Aidan Alexander | Gioffre Borgia, Duc de Squillace | 5               | 2011        | Viu   |

### Antics personatges recurrents
| Actor              | Personatge                                           | Núm. d'episodis | Durada      | Estat |
| ------------------ | ---------------------------------------------------- | --------------- | ----------- | ----- |
| Sebastian de Souza | Alfons d'Aragó, duc de Bisceglie, Príncep de Salerno | 10              | 2012 - 2013 | Mort  |
| Ronan Vibert       | Joan Sforza                                          | 9               | 2011 - 2012 | Mort  |
| Steven Berkoff     | Frare Girolamo Savonarola                            | 8               | 2011 - 2012 | Mort  |
| Michel Muller      | Carles VIII de França                                | 7               | 2011 - 2012 | Mort  |
| Luke Pasqualino    | Paolo                                                | 7               | 2011 - 2012 | Mort  |
| Ruta Gedmintas     | Ursula "Germana Martha" Bonadeo                      | 7               | 2011 - 2012 | Morta |
| Noah Silver        | Benito Riario-Sforza                                 | 6               | 2012 - 2013 | Mort  |
| Roger Lloyd-Pack   | Frare Sylvio                                         | 6               | 2012        | Viu   |
| Mark Noble         | General Francès                                      | 6               | 2011 - 2012 | Viu   |
| Jesse Bostick      | Antonello                                            | 6               | 2012        | Mort  |
| Augustus Prew      | Príncep Alfons II de Nàpols                          | 5               | 2011 - 2012 | Mort  |
| Ivan Kaye          | Lluís Sforza, Duc de Milà                            | 4               | 2011 - 2013 | Mort  |
| Tom Austen         | Raffaello Pallivinci di Genova                       | 4               | 2012        | Viu   |
| David Alpay        | Príncep Calvino Pallivinci di Genova                 | 4               | 2012        | Viu   |
| Cesare Taurasi     | Pere de Mèdici                                       | 4               | 2011 - 2012 | Viu   |
| Jalaal Hartley     | Pinturicchio                                         | 4               | 2011 - 2012 | Viu   |
| Melia Kreiling     | Bianca Gonzaga, Duquessa de Màntua                   | 4               | 2012 - 2013 | Morta |
| Charlie Carrick    | Pascal                                               | 4               | 2013        | Mort  |
| Jemima West        | Vittoria/Vittorio                                    | 4               | 2012        | Viva  |
| Matias Varela      | Rei Ferran II de Nàpols                              | 3               | 2013        | Mort  |
| Joseph Kelly       | Rei Ferran de Nàpols                                 | 3               | 2013        | -     |
| Edward Akrout      | Capità Yves D'Allegre                                | 3               | 2011 - 2012 | Viu   |
| Patrick O'Kane     | Francesco Gonzaga, Duc de Màntua                     | 3               | 2012 - 2013 | Viu   |
| Emmanuelle Chriqui | Sancha de Aragón, Duquessa de Squillace              | 3               | 2011        | Viva  |
| Leo Bill           | Cardenal Costanzo                                    | 3               | 2013        | Mort  |
| Derek Jacobi       | Cardenal Orsino Orsini                               | 2               | 2011        | Mort  |
| David Dencik       | Cardenal Giovanni Battista Orsini                    | 2               | 2013        | Mort  |
| Serge Hazanavicius | Rei Lluís XII de França                              | 2               | 2013        | -     |
| Robert Cavanah     | Don Hernando de Caballos                             | 2               | 2012        | Viu   |
| David Bamber       | Theo                                                 | 2               | 2011        | Viu   |
| Andrew Pleavin     | Rhodente Orsini                                      | 1               | 2012        | Viu   |
| Elyes Gabel        | Príncep Djem de Constantinoble                       | 1               | 2011        | Mort  |
| John Lynch         | Leonardo da Vinci                                    | 1               | 2011        | Viu   |
| Jamie Blackley     | Príncep Raphael                                      | 1               | 2013        | -     |
| Barney Glover      | Vicenzo Salvatore                                    | 1               | 2013        | -     |
| Ana Ularu          | Carlota d'Albret                                     | 1               | 2013        | Viva  |